# 孔子
孔丘（前551年9月28日—前479年4月11日），子姓，孔氏，名丘，字仲尼，後代敬稱孔子或孔夫子，生於魯國陬邑（今曲阜市），祖先为宋国貴族，即殷商遺族後代，東周春秋末期魯國的教育家與哲学家，曾在魯國擔任官府要職，離開魯國后周游列國十四年，最終魯哀公將其迎回魯國，賜封國老，稱「尼父」。孔子隨後開始編修《春秋》一書，是以無天子之名而行天子之事，號稱「素王」孔子為儒家创始人兼主要代表人物，在儒家四大聖人之中被奉為「至聖」，其地位為儒家聖賢之中最高者。倡導仁義禮智信，以其言爲主的言論彙編《論語》為儒家重要經典之一，其思想對中國乃至整個東亞社會和以及海外華人分布圈等地區皆有深远影响，此等地區也被稱爲儒家文化圈。孔子逝世後，後人尊稱其為至聖先師、萬世師表，並建孔廟以祭祀。

## 名號與稱呼
孔子在世時被譽為“天縱之聖”、“天之木鐸”，西漢時由董仲舒倡議，汉武帝施行“獨尊儒術”政策，后世统治者或孔教信徒陆续尊稱孔子為聖人、文聖、至聖、至聖先師、大成至聖先師、万世师表。道教称号：太極上真九疑主宰文昌皇人玄聖道君、東海廣桑山真君、闡猷大帝、興儒盛世天尊。在朝廷影響之下，孔子在民間地位亦愈加崇高，最後被神格化，為智慧之神。
而一般對孔子的慣用敬稱為孔夫子，英语等西方语言中的Confucius则是“孔夫子”（Con-Fu-Ci）的拉丁语化。

## 生平经历

### 家系與出生
孔子為魯國人，遠祖是殷商王室，武王克殷後，他的祖先分封到宋國。
其十六世祖是殷商帝乙，十五世祖為宋国第二任国君宋公仲，十二世祖是宋閔公，十一世祖弗父何讓位給弟宋厲公，拜為宋國上卿。七世祖孔父嘉是宋国大夫，曾為大司马，在宫廷内乱中被杀，孔父嘉子木金父避災逃到鲁国的陬邑定居，作魯國的大夫。
孔子的父親叔梁纥居于鲁昌平乡陬邑，為陬邑大夫。叔梁紇與原配施氏連出九個女兒，他望子心切，於是續娶一妾，得一子名孟皮，卻腳有殘疾。叔梁纥在七十二岁时三度娶妻，娶了十八岁的颜徵在，由於婚姻不合禮制，被史書稱為野合，約在魯襄公廿二年（公元前551年）生下孔丘。顏徵在曾私下至尼丘山祭祀尼丘山神以求子，故取名丘，字仲尼。

### 儀容
- 孔子生而首上圩顶，而孔子，名“丘”，即是来源于此的说法[8]。而唐朝司马贞认为：“圩言乌。顶音鼎。圩顶言顶上窳也，故孔子顶如反宇。反宇者，若屋宇之反，中低而四傍高也。”即孔子头顶中部有凹陷。清朝陈立相信此说，“是孔子首形象邱，四方高，中下，故名丘焉。”史学家钱穆在《孔子传略》中也持此说。
- 孔子身高九尺六寸（據中國度量衡條，周尺一尺約19.1公分，八寸為一尺，則孔子身高約186公分；戰國時期為一尺23.1公分，十寸為一尺，則孔子身高為221.76公分。以春秋時期的魯尺應遵循周制而言，則《孔子世家》所載之九尺六寸，當為186公分。）被後世稱為“長人”，這是孔子父親的遺傳。據《左傳·襄公十年》曾記載：孟獻子曾稱讚孔子父親叔梁紇能力舉城門，說：「這就是《詩經》所說的『像老虎一樣有力氣』的人。」

### 早年經歷
孔丘的父親叔梁纥在其三歲時便去世。叔梁纥死後，颜氏移居曲阜阙里，将其抚养成人。孔丘早年生活困苦，因此從事了多種工作。但對於禮儀相關的事務特別有興趣，常将祭祀用的礼器（俎豆）摆设起来，练习行礼演礼，作为一种游戏。
顏徵在於孔丘17岁时去世，孔子希望将父母合葬，但顏氏生前未将墓的所在地告诉孔丘。为了打听父亲葬处，他将母亲棺殡停于路口（五父之衢），向路人打听。顏徵在的邻居曼父之母，告诉孔子叔梁纥的墓处，孔子这才将父母合葬于鲁国东部的防山。第二年，孔子在为母亲守丧时，季孙氏宴请士一级的人（飨士）。孔子前往，不想却被季孙氏家臣阳虎训斥并拒绝。但后世学者多怀疑此事有伪。
19歲时，孔丘为鲁国贵族季孙氏做文书、委吏和乘田等小吏，管理仓储和畜牧。娶宋人亓官氏為妻，第二年亓官氏生子。魯昭公派人送鲤魚表示祝賀，该子便名为孔鲤，字伯魚。孔鲤先孔子而死，有遗腹子孔伋，字子思。23岁时孔子开始在乡间收徒讲学，颜由（颜回之父）、曾点（曾參之父）、冉耕成為孔丘的第一批学生。
鲁昭公十七年，郯国国君郯子访鲁。郯子博学多才，27岁的孔子慕名拜见。韩愈《师说》有语：“孔子师郯子。”孔子先后「問禮於老聃，學鼓琴於師襄子，訪樂於萇弘。」。大约三十岁左右，最初的一些弟子来到孔子身边。此后，孔子一直从事教育事业，他广收门徒，相传弟子三千，贤人七十二。他首倡有教无类及因材施教，成为当时学术下移、私人讲学的先驱和代表，故后人尊为“万世师表”及“至圣先师”。

### 適齊
三十五歲時，魯昭公被魯國掌權的三桓季孫氏、叔孫氏、孟孫氏擊敗，逃到齊國，孔子便離開魯國到齊國，為高昭子家臣。孔子曾與齊太師談說音樂，聞習韶樂之盛美，三月不知肉味。齊景公問政於孔子，孔子說：「君君，臣臣，父父，子子。」齊景公說：「善哉！信如君不君，臣不臣，父不父，子不子。雖有粟，吾得而食諸？」他日又問政於孔子，孔子說：「政在節財。」景公想封孔子為尼谿田大夫，遭齊相國晏嬰進言勸阻，晏嬰認為孔子會干擾齊國的文化。後來得知有齊大夫欲害孔子，景公沒有辦法，只好辭退孔子，孔子則重回魯國，聚徒講學。

### 初仕魯國

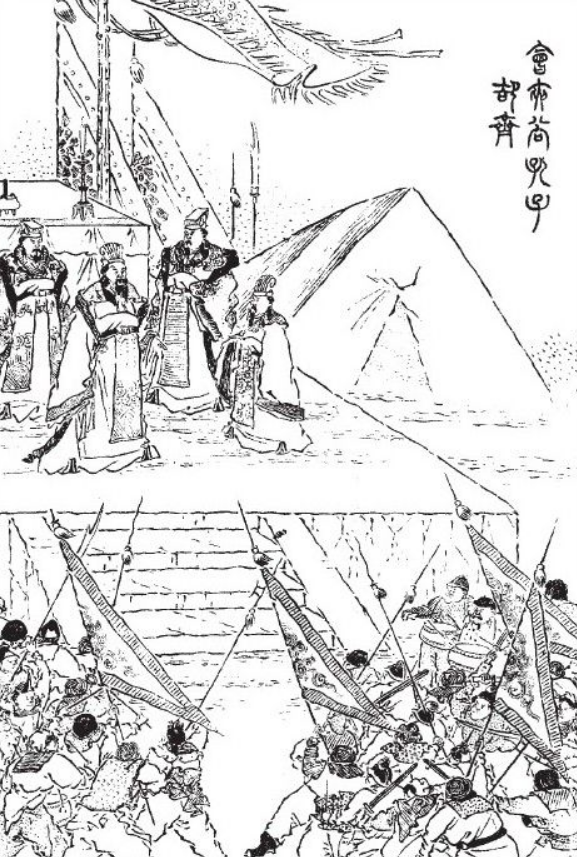
小说《东周列国志》插画：会夹谷孔子却齐

鲁定公九年，51岁的孔子仕鲁，初为中都宰（中都为今山东汶上县），一年后做季孫氏司空，再升為魯國大司寇，期間行攝相事。
鲁定公十年，鲁定公与齐景公会于夹谷，孔子成功說服齐归还侵占鲁的汶阳等地。
鲁定公十三年，孔子为重新确立鲁公室的权威，策划实施“隳三都”的政治军事行动，希望能够削减三桓麾下的实力，于是先堕叔孙氏之郈，再堕季孫氏之费，後因沒能圍攻孟孫氏的郕邑，功败垂成。
鲁定公十四年，孔子诛杀魯大夫亂政者少正卯；但有看法認為少正卯事件是受到法家思想影響的後世學者所杜撰。
由於孔子治下鲁国颇有起色，引起齐人警惧，齐大夫黎鉏设计，向鲁赠送女乐文马使鲁定公不问朝政，並讓孔子与鲁定公、季桓子等人之間在道德与政策上的分歧难以弥合，最终孔子去鲁仕衞。

### 周遊列國
离开鲁国以后，孔子率众弟子周游列国，辗转于衞、曹、宋、郑、陈、蔡、叶、楚等地，然而均未获重用。其间，在匡、宋、蒲等地，孔子一行多次被困遇险。

#### 留衞期間
孔子到了衞國，在前往陳地時，途經匡城，顏刻舉策指著郭外缺口說：「昔吾入此，由彼缺也。」因孔子身材高大，被匡人誤以為是魯國的陽虎，而遭圍捕。子路感到憤怒，奪戟準備交戰，但被孔子阻止。過程中孔子曾與顏回失散，一度以為顏回已死。
衞靈公提供孔子與仕魯時同等的俸祿。居住一段時間後，遭人誣諂而離開。
孔子在蒲城滯留幾個月後返回衞國，衞靈公夫人南子非常想見孔子，並派人逼孔子去謁見她。孔子不得已就去了，臉朝著北面，低頭俯地，不敢正視她；她亦於帷幕中再拜孔子。子路得知南子見孔子之後，為此事甚感不滿，孔子心裏明白，便對著子路向天發誓說：“我如果做了錯事的話，就讓老天處罰我吧！”數月後，衞靈公與夫人南子同車，孔子為次，其餘官員在後，招搖遊市而過。孔子對此事引以為恥，顏刻問有何恥辱，孔子感嘆：“我还从未遇见过好德胜过好色的人啊！”便離開衞國。

#### 過宋之危
孔子到了宋國以後，在大樹下和弟子習禮。宋司馬桓魋欲殺孔子，將大樹拔除。弟子打算盡速離去，孔子說：「上天給了我德行，桓魋能把我怎麼樣呢？」

#### 相失於鄭
孔子在鄭國時，與弟子失散，孔子獨自站立在外郭的東門。有人告知子貢，東門有人的額頭像堯，脖子像皋陶，肩膀像子產，腿長比禹短了三寸，但狼狽得像「喪家（喪事人家）之犬」。弟子終把孔子尋回，並將此話告訴孔子，孔子欣然笑曰：「形容我說像那些聖賢的樣貌，還在其次。但說我像條『喪家之犬』，真的講得很對、很對！」

#### 受困陳蔡
周敬王三十一年（魯哀公六年，前489年）壬子，吳伐陳、楚伐蔡之際，楚昭王派人聘請孔子，孔子隨即出發。陳、蔡大夫懼怕孔子為楚國所用，便將孔子圍困在陳、蔡野外，孔子等人不得行，絕糧七日，許多弟子病倒不起。弟子中多有不快者，孔子仍舊講誦不絕。後來派子貢至楚，楚昭王興師迎接孔子。孔子在楚国期间，楚昭王一度想封给孔子七百里土地，令尹子西以孔子手下人才济济，如果获得封地将来会威胁楚国统治为由劝阻了昭王。

### 晚年
颠沛流离凡十四年，前484年，年近七十岁的孔子被季康子派人迎回鲁国尊為國老，但未受鲁哀公的任用，这段期间孔子专注于教育和古籍整理。前483年，獨子孔鲤先孔子而死。前481年，颜回先他而去世。孔子有所感慨：“昔從我於陳蔡者，皆不及门也。”哀公十四年夏，齐国陈恒弑其君，孔子斋戒沐浴三天，向哀公恳请伐齐，哀公让他“去問季孙氏”，後孔子向季康子请求出兵，但被其拒绝。公元前479年3月9日（鲁哀公十六年四月己丑日，儒略历3月9日，格里历3月4日，夏历二月十一），孔子逝世，享年73歲（满71周歲，虚歲73歲），死後被葬于曲阜城北的泗水岸边。众弟子为其服丧3年，子贡为孔子守墓6年。
回首一生，孔子说：“吾十有五而志于学，三十而立，四十而不惑，五十而知天命，六十而耳顺，七十而从心所欲，不逾矩。”

## 理念

### 思想方面

#### 「仁」的人生哲學
孔子會針對不同的弟子與不同的時機來講述「仁」，因材施教。大致來說，孔子的「仁」就是曾子所說的「忠恕」二字而已。孔子又說：「剛毅、木訥，近仁」、「巧言令色，鮮矣仁」在告訴我們「仁道」就是真誠踏實，切忌浮誇不實而違逆正道。
- 子貢有一次問孔子：「如有博施於民，而能濟眾，何如？可謂仁乎？」孔子說：「何事於仁，必也聖乎！堯舜其猶病諸！夫仁者，己欲立而立人，己欲達而達人。能近取譬，可謂仁之方也已。」孔子告訴子貢行仁不必好高騖遠，從自身做起，再推己及人。

- 顓孫師志向太高，孔子認為他的個性可能流於偏激，所以孔子告訴顓孫師行仁的方法有五道：「恭、寬、信、敏、惠。恭則不侮，寬則得眾，信則人任焉，敏則有功，惠則足以使人。」孔子告訴顓孫師行仁要從「嚴以律己，寬以待人」著手。對於自己的修養要嚴謹，對待別人則是恭敬寬容，又能厚待別人，如此才是行仁的方法。

- 顏淵是孔門弟子中的模範生，孔子曾稱讚他「其心三月不違仁」。孔子只希望他能用「禮」來進一步約束自己就可以了。《论语·颜渊》一章：“颜渊问仁。子曰：‘克己复礼为仁。一日克己复礼，天下归仁焉。为仁由己，而由人乎哉？’颜渊曰：‘请问其目。’子曰：‘非礼勿视，非礼勿听，非礼勿言，非礼勿动。’颜渊曰：‘回虽不敏，请事斯语矣。’”

- 冉雍品德優良，又有政治才幹，曾任季氏宰。當他問仁時，孔子說：「出門如見大賓，使民如承大祭。己所不欲，勿施於人。在邦無怨，在家無怨。」孔子的回答比較偏向政治層面。孔子告訴冉雍行仁的方法就是待人恭敬，使民寬愛，如此一來，大眾對你都沒有怨恨，就是行仁政。

- 司馬牛言多而躁。當他問起孔子什麼是仁，孔子告訴他「仁者其言也訒」，揭示慎言的重要。

- 當子貢問仁時，孔子用比喻的手法來告訴他「以友輔仁」的重要：「工欲善其事，必先利其器。居是邦也，事其大夫之賢者，友其士之仁者。」

- 孔子又諄諄告誡我們：「當仁，不讓於師」、「無求生以害仁，有殺身以成仁」以及「君子去仁，惡乎成名？君子無終食之間違仁，造次必於是，顛沛必於是」。

#### 「禮」的社會秩序
- 禮，就是「節制」，宋明儒者也解作「理」。《司馬遷·太史公自序》有：「禮以節人，樂以發和。」我們來看孔子對於禮的闡釋：
  - 《論語·泰伯》：「子曰：『恭而無禮則勞，慎而無禮則葸，勇而無禮則亂，直而無禮則絞。』」

- 禮，也是「真情」，而且在上位者必須作為人民的表率。所以孔子接著說：
  - 『君子篤於親，則民興於仁；故舊不遺，則民不偷。』

- 禮，不是浪費鋪張，而是真情流露；寧願節儉簡陋，也不奢侈浮誇：
  - 《論語·八佾》：「林放問禮之本。子曰:『大哉問！禮，與其奢也，寧儉；喪，與其易也，寧戚。』」
  - 《論語·陽貨》：「子曰：『禮云禮云，玉帛云乎哉？樂云樂云，鐘鼓云乎哉？』」

- 禮，是對天地萬物的尊重。藉由對禮法的好問，來表達自己對於天地的敬意：
  - 《論語·八佾》：「子入太廟，每事問。或曰:『孰謂鄹人之子知禮乎？入太廟，每事問。』子聞之，曰：『是禮也。』」

#### 君子與小人
君子與小人雖然是以身份地位區分開來的，但孔子不認為這是唯一的差別，更重要的在於修養和境界。對此孔子有很多說明，如他說：“君子中庸，小人反中庸。”中庸（“不偏不倚，無過不及”），是修養的最高境界，同時也是方法，有著豐富而精微的內涵，並提出（“君子正其衣冠，尊其瞻視，儼然人望而畏之，斯不亦威而不猛乎”）的說法，表示端正服飾是君子的重要大事。近百年來，不少人反感於中庸，大概是將它誤解為同流合污、媚世自是、毫無原則的偽君子行徑，其實這樣的鄉愿也正是孔子所深惡痛絕的，他說：“鄉愿，德之賊也。”他認為，如果不能達到中庸，狂狷是次好的境界，畢竟“狂者進取，狷者有所不為”。
孔子又说：
- “君子喻于义，小人喻于利。”
- “君子博學於文，約之以禮，亦可以弗畔矣夫！”
- “质胜文则野，文胜质则史，文质彬彬，然后君子。”
- “君子坦荡荡，小人长戚戚。”
- “君子食无求饱，居无求安，敏于事而慎于言，就有道而正焉，可谓好学也已。”
- “君子道者三：仁者不忧，知者不惑，勇者不惧。”
- “君子不以言举人，不以人废言。”
- “君子泰而不骄，小人骄而不泰。”
- “君子固窮，小人窮斯濫矣。”
- “君子周而不比，小人比而不周。”
- “君子和而不同，小人同而不和。”
- “君君臣臣父父子子。”

### 教育方面
孔子主張育德為先，後以全面發展「志於道，據於德，依於仁，游於藝。」，「行有餘力，則以學文。」
- 有教無類：人都有受教育的權利

- 因材施教：了解學生根據不同的人與個性，進行洽如其分的教導「不憤不啟 不悱不發。舉一隅不以三隅反 則不復也。」

- 實事求事：「知之為知之，不知為不知，是知也。」

- 知行合一：「學而不思則罔，思而不學則殆。」

- 學以致用：「知百工居肆，以成其事，君子學以致其道。」

### 哲學方面
孔子提倡中庸之道，中庸就是以中為用的意思，意義就是折中、平衡、不偏不倚，力戒片面，「樂而不淫，哀而不傷」「、「溫而厲， 威而不猛」。
權變：孔子強調執中但並不執泥強調不要頑固可以變通，「可與立，未可與權」「不得中行而與之，必也狂狷乎！狂者進取，狷者有所不為也。」

### 政治方面
治理：孔子懷念周公，欲從周禮，希望「齊一變至於魯，魯一變至於道。」主張德治與禮治，用禮樂教化治理國家，政令刑罰居次。遵循尧舜之道，效法周文王、周武王之制。
經濟：孔子維護西周的井田制反對季康子的以田賦，展現了保守的立場。

### 宗教觀
孔子傾向不可知論，或者理性主義，孔子對宗廟中的祭禮很有研究，當作一種社會禮節來從事，但反而對宗教不太涉獵，最有名的一句是「子不語怪力亂神」；其他還有「天何言哉？四時行焉，百物生焉，天何言哉？」；「敬鬼神而遠之」；「未能事人，焉能事鬼？」所以目前一般認為孔子相信「或許有鬼神」，但更注重現實，認為「不用討論鬼神」。
但孔子對天神也沒有否定，孔子說過：「鬼神之為德，其盛矣乎！」由「獲罪於天，無所禱也。」；「天生德於予，桓魋其如予何？」可知其為宿命論者：由「不知天命，無以為君子」，可知孔子是天命論者，可能認為有一個「人格天」的存在。
也有解釋為，孔子幾乎是無神論者。所謂的「獲罪於天」只是說「犯下滔天大罪」，並不指得罪上天。「天生德於予，桓魋其如予何？」只是認為「自己是正義而必勝」。所謂的「天命」，只是說「崇高的使命」而已：「鬼神之為德，其盛矣乎」是告訴弟子們「祭祀的意義」，且孔子在《論語》中「多次不願討論鬼神」的作為，可能接近無神論，但孔子因為時代因素等並不願直述。

## 主要成就
孔子所處的春秋時代，西周社會以血緣氏族為基礎的政治制度崩潰瓦解，一些人開始思考天道、人生和世界秩序等方面的問題，原先由貴族所壟斷的文化教育也正逐漸流入民間。孔子正是這時代精神的代表人物之一，遂開戰國諸子百家之先河。《易傳》、《春秋》、《孝經》、《論語》是了解其本人思想的主要著作。
孔子開創了易學，並由他率先提出了“性善論”（“一陰一陽之謂道，繼之者善也，成之者性也”）作為其“仁學”的哲學基礎，他辯論仁義，“分陰分陽，迭用柔剛”，“曰仁曰義”，又論及六畫，“六位而成章（彰）”。

#### 為政之道
正名是孔子最重要的政治主张。可以從下面這個故事來徹底了解孔子「正名」的涵義:
當孔子三度至衛時，衛國發生了一件大事。原來先前衛靈公寵愛夫人南子，想要把公位傳給南子的庶子。於是，嫡長子蒯聵便企圖暗殺南子以保公位。不幸謀殺計畫未成，而衛靈公得知此一消息之後勃然大怒，欲弒子蒯聵。蒯聵逃亡至晉，衛靈公便與晉國宣戰。就在衛靈公想要請教孔子有關兵陣之事時，孔子說:「俎豆之事，則嘗學之。軍旅之事，未之學也。」隔天孔子便感慨萬千地離開衛國。現在靈公過世，蒯聵又不在國內，蒯聵子輒便繼承公位，是為衛出公。但是，就在此時，蒯聵亦在晉軍護送下回到衛國，父子便為了爭奪公位而反目成仇。孔子看在眼裡十分傷心。有一天，子路問孔子：「衛君待子而為政，子將奚先?」孔子便对子路不厌其烦地說：「名不正则言不顺，言不顺则事不成，事不成则礼乐不兴，礼乐不兴则刑罚不中，刑罚不中则民无所措手足。」
正名的目的在於維系一個秩序良好的社會，使人們有一定的規範遵循，而不致生活在一種不可預期的狀態之中。很多人認為孔子希望能夠恢復西周的禮樂，也有一些人認為他只是以復古的名義鼓吹一種新的世界秩序。
立信，对于孔子而言，不仅是个人的美德，而且是一个基本的政治原则。子贡请教为政的要点，孔子说：“足食，足兵，民信之矣。”而其中最重要的是第三点，他说：“自古皆有死，民无信不立。”
德治，孔子認為：「道之以政，齊之以刑，民免而無恥。道之以德，齊之以禮，有恥且格。」孔子曾任掌刑罰的大司寇，他怎會不知道嚴刑峻罰立竿見影的效果呢?但是，孔子深深感受到「民免而無恥」的社會隱憂，所以才提倡用道德倫理來教化人民，徹底洗滌人心，激發人的善性，才是經世濟民的正途。

#### 教育理念與教學實況
孔子教學的項目有四：文、行、忠、信。文，指詩書禮樂等古代文獻；行，是德行；忠，意指盡心盡力；信，即為誠實無欺。孔子對於古代文獻十分重視，尤其是詩、禮、樂。他認為這三項學問對於人的性情養成非常重要。《論語·泰伯》：子曰：「興於詩，立於禮，成於樂。」詩，可以使人興起好善惡惡之心；禮，使人進退得宜，進而可以立身於世；樂，可以使人養成完美的人格。順道一提，孔子曾經這樣稱讚詩經：「小子，何莫學夫詩！詩，可以興，可以觀，可以群，可以怨。邇之事父，遠之事君，多識於鳥獸草木之名。」
學不厭、教不倦，使孔子成為中國的「大成至聖先師」。他主張「有教無類」，學生多至三千人，從《論語》書上看來，他教導學生的只是人生日常所必經問題的解答，以及人與人相處所必備條件的闡明。其道合理而平凡，易知易行；然而用之於身則身修，用之於家則家齊，用之於國則國治，用之於天下則天下平。

#### 三千弟子和七十二位精通六藝的弟子

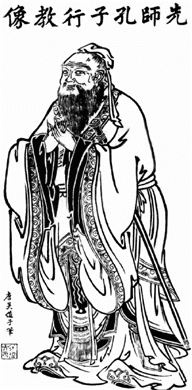
古代尊师-孔子画像

据《史记》记载，孔子有弟子三千，其中精通六艺者七十二人，称“七十二贤人”。
孔子有十位傑出弟子，號稱孔門十哲：
- 在德行方面出众的有：颜回（颜淵）、闵损（闵子騫）、冉耕（伯牛）、冉雍（仲弓）。
- 在言语方面出众的有：宰予（宰我）、端木赐（子貢）。
- 在文学方面出众的有：言偃（子游）、卜商（子夏）。
- 在政事方面出众的有：冉求（冉有）、仲由（子路）。

十哲以外，在文学方面出众的有颛孙师（子張）、曾参（子輿）、澹臺滅明（子羽）、原宪（子思）、公冶长（子長）、樊须（樊遲）、有若（子有）、公西赤（子華）。
孔子死后，“七十子之徒散游诸侯，大者为师傅卿相，小者友教士大夫。”这样就在政治上打破了贵族垄断的世卿世禄制，为专制君主自由任免布衣卿相的官僚体制创造了条件。

#### 整理編修古籍
- 相傳孔子作史書《春秋》（《孟子·滕文公下》：「孔子作春秋而亂臣賊子懼」），微言大義，寄托政治理想。（現在一般認為《春秋》是孔子編輯魯國原始史料後寄托其政治理想之作，也有少數學者認為《春秋》非孔子所編撰。）《春秋》一書所載年代（前722年到前481年）就稱為春秋時代。
- 孔子門人及其再傳弟子將其學說結輯成《論語》，是為研究孔子思想的主要文獻。漢代定型的《禮記》一書中也曾記述孔子的思想（如其中的《大學》 及《中庸》等），又有記錄孔門思想的《孔子家語》一書，傳統上被認為多偽撰，但近年漸得學界重視。
- 南宋時，朱熹將《論語》以及《禮記》中的《大學》、《中庸》兩篇與反映亞聖孟子思想的《孟子》一書合在一起撰寫了《四書集注》，是謂四書。
- 四書與《詩》（詩經）、《書》（尚書）、《禮》（禮記）、《易》（易經）、《春秋》五部經典合稱「四書五經」，乃儒家學說之核心經典。佚失的《乐经》有关“儒家论乐的一套基本观点”已经面世。郭店简原名叫《性自命出》的篇章前半部是专门论乐的。
- 孔子刪詩書，定禮樂，贊周易，作春秋。

### 家族
孔子身后，七世单传，至第九代才有孔鲋、孔腾、孔树兄弟三人。孔子后裔秉承祖先“诗礼传家”之祖训，在文学、经学等方面都有较大成就，在明清时期更因为得到皇帝扶持，成为“天下第一家”。

## 影響

### 形象
西漢公羊學相信孔子受天命而為王，是一個沒有王位的王，即「素王」，他「為漢制法」，所作的《春秋》代表了一王之法。漢代緯書中，孔子被神化為神，如春秋緯《演孔圖》說孔子是「黑帝」的兒子。

### 孔子与中华文化
孔子虽为诸子之一，但“祖述尧舜，宪章文武”，本是中华文化的集大成者。秦朝以法家学说治天下，西汉武帝前推行黄老之术而以“无为”治国。汉武帝时董仲舒提出“罢黩百家，表章六经”，确立巩固了孔子学说在中华文化中的主轴地位，恢复六经的正统地位，孔子也成为中华文化的代表人物。邵雍指出，“孔子赞《易》自羲、轩而下，序《书》自尧、舜而下，删《诗》自文、武而下，修《春秋》自桓、文而下。自羲、轩而下，祖三皇也；自尧、舜而下，宗五帝也；自文、武而下，子三王也。自桓、文而下，孙五伯也。”，这就是说，孔子整理“六经”，对三皇、五帝、三王、五伯以来文化的进行综合，所谓集大成也。国学大师柳翼謀以孔子为“中国文化之中心”，“其前数千年之文化，赖孔子而传；其后数千年之文化，赖孔子而开；无孔子，则无中国文化”。钱穆亦认为“孔子为中国历史上第一圣人。在孔子以前，中国历史文化当已有两千五百年以上之积累，而孔子集其大成。在孔子以后，中国历史文化又复有两千五百年以上之演进，而孔子开其新统。在此五千多年，中国历史进程之指示，中国文化理想之建立，具有最深影响最大贡献者，殆无人堪与孔子相比伦。”宋儒朱熹曾歎曰：「天不生仲尼，萬古如長夜」《朱子語類，卷九十三》。
孔子學說在中國周邊地區，如：朝鲜半岛（漢代傳入）、日本（唐代傳入）、越南（宋明傳承）等地，都有及於深遠的精神影響，形成了東亞儒家文化圈。

### 近现代以来的新发展

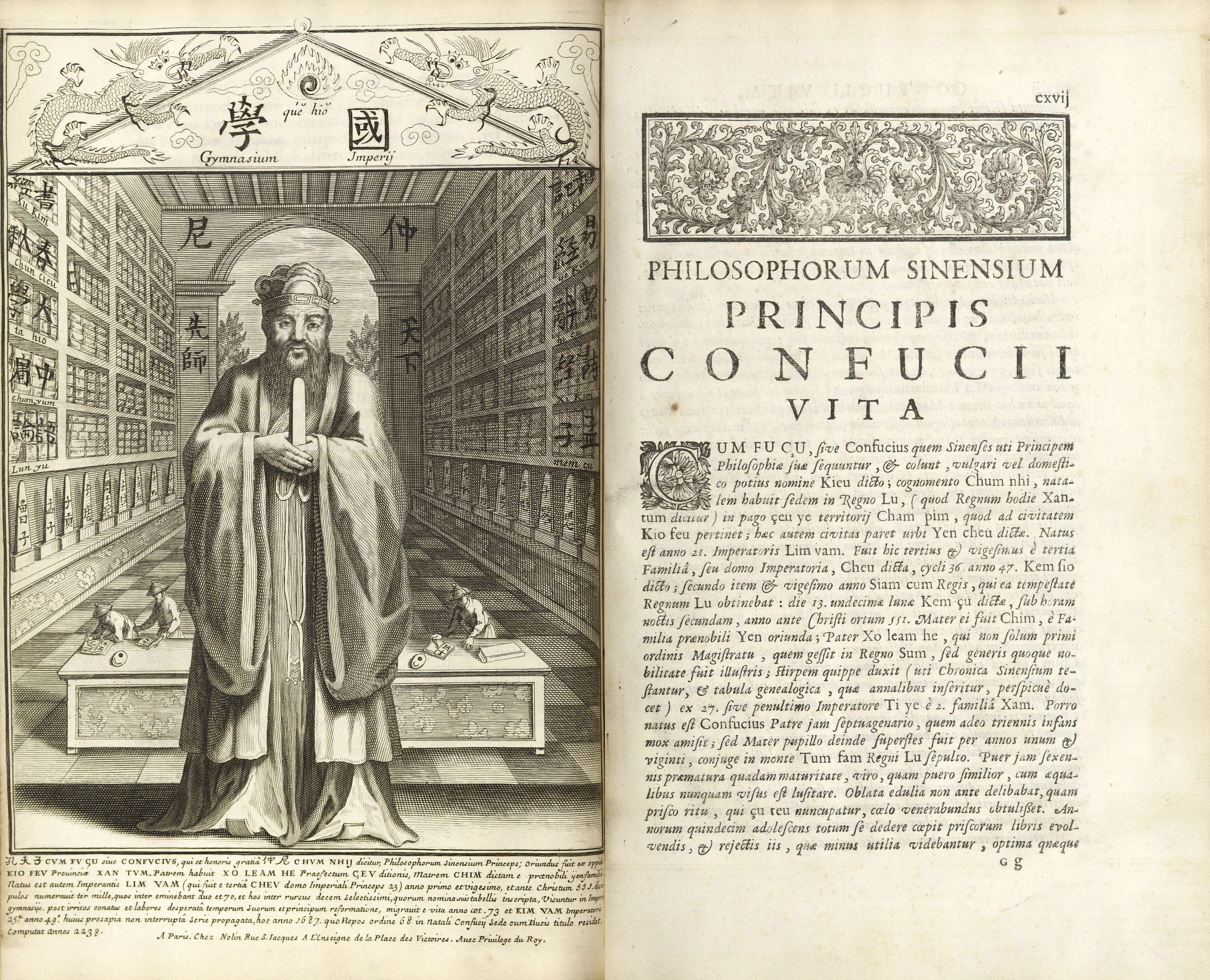
1687年巴黎发行的《孔子生活与成就》一书，耶稣会傳教士殷鐸澤著

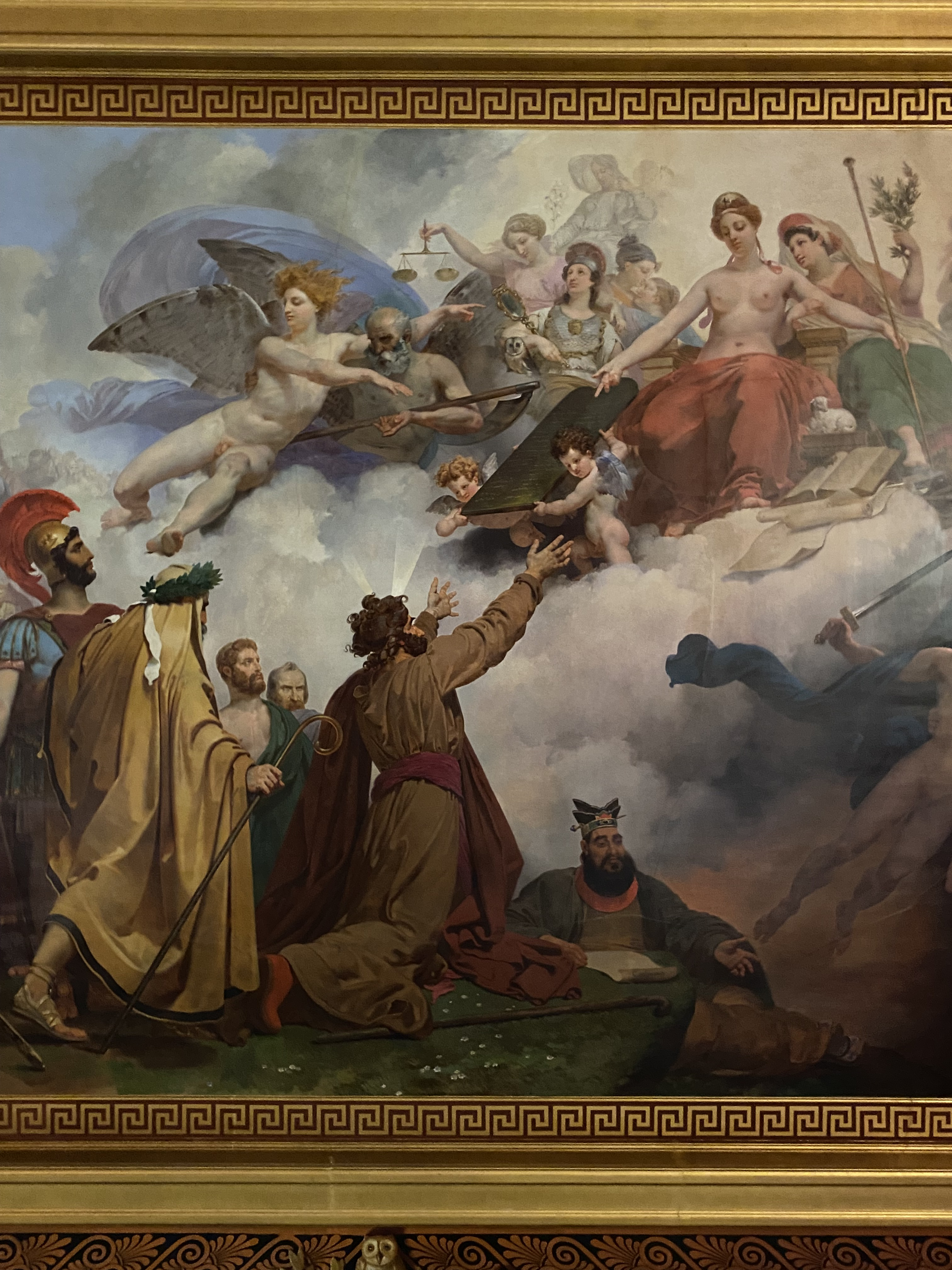
古代大思想家孔子、摩西與穆罕默德等人在1827年莫澤斯的畫作中，收藏在卢浮宫

#### 清末到民国时期
孔子言论在近现代以来的新发展就是新儒学，又称新儒家，是近代西方文明输入中国以后，在中西文明碰撞交融条件下产生的新的儒家学派。狭义的新儒学，是指梁漱溟、张君劢、熊十力等人所提倡的新儒学。广义的新儒学则可上溯到鸦片战争以来关于儒学变革的所有学说。
从鸦片战争到戊戌变法是新儒学的准备阶段，这一阶段主要表现为儒家学者在西方文明冲击之下被动接受西方文明的一些内容以求自强，“中学为体，西学为用”是这一阶段的代表思想。
从戊戌变法到辛亥革命是新儒学的萌芽阶段，这一阶段主要表现为康有为、梁启超等人日趋成熟的托古改制的社会改良思想，即用儒学来解释改良思想。代表作有《大同书》等。
从戊戌变法到五四运动是新儒学的嬗变阶段，这一阶段主要表现为孙文的籍古创制，孙文在学习西方民主经验和思考西方弊政的基础上，仿慕儒家体制创立了政权与治权分立的民权学说和五权分立的政体学说。在《建国方略》中慕仿周礼制订了非常详细的“结会”“动议”等程序和仪规；在《民族主义》讲稿中以恢复“忠孝、仁爱、信义、和平”等儒家道德，作为复兴民族的基础；在《民权主义》讲稿中以儒家“圣贤才智平庸愚劣”的观念来讲解真平等与假平等的分野。在《民生主义》讲稿中以儒家倡导的大同主义作为民生主义和社会主义的同义语。
从五四运动到中华人民共和国建立是新儒学的开宗明义阶段，这一阶段主要表现为梁漱溟、张君劢、熊十力等人开始在“新儒学”旗帜下进行的儒学研究。新儒学开宗的政治基础是当时的官方意识形态三民主义中含有儒学的内容。这一阶段的特征是：新儒学的活动主要体现于思想领域；新儒学的目标是在汇通中西文化的前提下解释和发展儒学。代表作有梁漱溟的《东西文化及其哲学》、《人心与人生》、贺麟的《儒家思想的新开展》等，尤其是梁漱溟的《人心与人生》可谓现世之见孔子之真者。主要成果是熊十力继承陆王心学构筑的“新儒学思想体系”和冯友兰的“新理学”。总的说来，新儒学基本上是以儒学的“内圣外王”为立宗之本的，它是在儒学遭到普遍责难的时候出现的。这一阶段的新儒学在思想研究领域进行了一些探索，但是没有对社会发展产生有价值的影响。

#### 中华人民共和国时期
从中华人民共和国建立到中国文化大革命结束是新儒学的沉寂阶段，这一阶段不仅中国大陆的新儒学研究归于沉寂，海外新儒学亦甚少成绩。

##### 批林批孔运動
在文化大革命期間，中國共產黨中央委員會主席毛澤東提及「我贊成秦始皇，不贊成孔夫子」。至1974年，中国大陆發起「批林批孔」運動。這個運動流於外在形式，沒有做真正的內在革新，黎鸣因此說到：「毛泽东事实上还在继续继承孔丘及其儒家的“亲亲尊尊长长”的价值观，还在继续坚持孔丘及其儒家所倡导的说谎的“文化”和禁言的“政治”。」
中国大陆各地的孔庙的文物古迹因此遭到了很大的破坏，連孔子墓亦被炸開，「大成至聖先師文宣王」大碑被砸断，廟碑、孔廟的泥胎塑像被捣毁。文化大革命時期批孔者辱稱孔子為孔老二；明代之后衍圣公的坟墓全部被破壞，甚至有人将掘出的尸体挂于树上。並有詆毀孔子的著作，例如《孔老二罪恶的一生》傳世。
文化大革命结束以后是新儒学的恢复和发展阶段。这一阶段尚在进行之中。恢复阶段的主要特征是过去的一些新儒学著作重新进入人们的视野，学术界开始反思和讨论新儒学的功过利弊。发展阶段的主要特征是在过去“新儒学”研究的基础上，对儒学和新儒学进行彻底的和全面的去糟取精古为今用。发展阶段的新儒学是当代和谐文化的组成部分，新兴的“大众儒学”是当代新儒学发展的最高成果。

##### 天安門豎孔子像
總高9.5公尺的孔子像於2011年1月11日豎立在天安門以東的國家博物館北門廣場，但是第99天時孔子像被悄悄移走，不知去向。外國媒體多認為官方想重建中國社會秩序，標誌著中國人對孔子的一次重要反省。中国大陆部分左傾网站网民对此事件持反感态度。

## 批评

### 墨子
维基文库中的相關文獻：非儒

### 黑格尔
黑格尔在哲学史讲座中认为，孔子的道德哲学缺乏思辨，如《论语》只是一些善良和道德的教条。

### 以貌取人
孔子曾有一個弟子澹臺滅明，是魯國武城人（武城在今山東費縣西南），曾經不被孔子看好。澹臺是複姓，名滅明，字子羽。《史記·仲尼弟子列傳》說，子羽「少孔子三十九歲。」（一說小四十九歲《孔子家語·七十二弟子解》）
子羽的父親與吳國大夫王犯關係很密切。魯哀公八年（公元前487年），吳國興兵討伐魯國。吳國大軍兵臨城下，魯人擔心子羽之父會與吳人暗中勾結，裡應外合滅掉魯國。
當時，魯國的一位大夫子服景伯說：「吳師來，斯（指子羽父親）與之戰，何患焉？且召之而至，又何求焉？」吳國軍隊來了，就跟他作戰，有什麼好怕的？並且召他就來，又有什麼可要求的呢。在魯國面臨危難的關鍵時刻，子羽之父深明大義，忠於魯國，受到大夫的信賴。
孔子的弟子中，子游是唯一的南方人，他擔任武城宰時，子羽在他手下當差，做過一個小官。子游覺得他為人正派，做事規規矩矩，很守本分，從來不耍弄手段，不做投機取巧的劣事。因此當孔子問他：「你在那裡做官，有沒有發現什麼人才？」子游就向孔子推薦子羽。
子游推薦子羽時，說過一句話「行不由徑」。「徑」指小路，他欣賞子羽行事坦蕩，平時走路也只走大道，從來不抄小路。子羽做人也是如此，坦率正直，從不耍小聰明，貪占他人的便宜。子羽雖在子游手下當差，如果不是因為公務，他絕不會擅自跑到子游房間，也不會仗著上級長官的權勢，去欺壓他人。子羽有他父親的美德，忠於所負之事，「為人公正無私」。
子羽初入孔門，孔子看到他相貌醜陋凶惡，以為他資質平庸，沒有什麼才能，所以很失望。子羽拜其為師，跟隨孔子學習。子羽到南方吳楚等地教授禮樂，當時跟隨他的弟子就高達三百人，受到各諸侯國的尊敬，而他本人行事公正無私，在魯國擔任大夫。
所以，孔子晚年聽說子羽的消息，感嘆道：「以貌取人，失之子羽。」《韓非子．顯學》

## 纪念

### 教師節
孔子誕生的日期為9月28日，中華民國政府遷台後，於1952年頒訂至聖先師誕辰與教師節由農曆8月27日改為9月28日，該日又稱「孔子誕辰紀念日」，每年台灣各地孔廟都會舉行釋奠典禮。另外，在馬來西亞華文獨立中學也列為教師節。

### 祭孔
歷代帝王之祀孔子者，自漢高祖始。《漢書·高帝紀》：“過魯，以太牢祠孔子。”而學校祀孔，自明帝始。《後漢書·禮儀志》：“永平二年，……養三老五更於辟雍；郡、縣、道行鄉飲酒禮於學校，皆祀聖師周公、孔子。”《文獻通考》：“貞觀二年，停祭周公，升孔子為先聖”。蓋自漢以來，雖已舉國崇奉孔子之教，而立廟奉祀，近於宗教性質者，乃由人心漸演漸深，踵事增華之故，初非孔子欲創立一教，亦非僅一二帝王或學者，假孔子之教以愚民也。
后人为了纪念孔子，在世界很多地方都有建有孔庙进行祭孔的活动。从1952年开始，在台湾，孔子的生日被定为教师节。在大陆，改革开放以后随着中华文化的复兴，祭孔活动兴起。

### 孔府、孔庙、孔林
中国山东曲阜的孔庙、孔府、孔林合称“三孔”是中国历代纪念孔子，推崇儒学的表征。孔庙始建于公元前478年，历经2400多年而从未放弃祭祀，是中国使用时间最长的庙宇，也是中国现存最为著名的古建筑群之一；孔林是孔丘死後葬身之墓地，延续使用2400多年，不仅是中国也是世界上延用时间最长的氏族墓地；孔子嫡孙保有世袭罔替的爵号，历时2100多年，是中国最古老的贵族世家，其府第孔府是中国现存规模最大、保存最好、最为典型的官衙与宅第合一的建筑群。“三孔”已被联合国教科文组织列入《世界遗产名录》。

### 历代追封追谥
孔子去世后，历代帝王为彰显对孔子的尊崇，不断追封追谥。
| 朝代     | 年代                      | 封赐来源       | 封号和谥号       | 封谥原因及意义来源 |
| -------- | ------------------------- | -------------- | ---------------- | --- |
| 东周     | 周敬王四十一年（前479年） | 鲁哀公         | 尼父             | 亦称“尼甫”，孔子字仲尼，父是敬称 |
| 西汉     | 元始元年（公元元年）      | 汉平帝         | 褒成宣尼公       | 汉元帝曾封孔氏二支长孙孔霸为褒成君，日后以褒成君食邑八百户祀孔子 |
| 东汉     | 永元四年（92年）          | 汉和帝         | 褒尊侯           | |
| 北魏     | 太和十六年（492年）       | 北魏孝文帝     | 文圣尼父         | 文圣为谥号 |
| 北周     | 大象二年（580年）         | 北周静帝       | 邹国公           | |
| 隋朝     | 开皇元年（581年）         | 隋文帝         | 先师尼父         | 先师出自《礼记·文王世子》，“凡学，春官释奠于其先师，秋冬亦如之。凡始立学者，必释奠于先圣先师。” |
| 唐朝     | 武德七年（624年）         | 唐高祖         | 先师             | |
| 唐朝     | 貞觀二年（628年）         | 唐太宗         | 先圣             | 隋至初唐释奠礼以周公为先圣，孔子为先师，唐太宗废周公，以孔子为先圣，颜渊配享 |
| 唐朝     | 貞觀十一年（637年）       | 唐太宗         | 宣父             | |
| 唐朝     | 乾封元年（666年）         | 唐高宗         | 太师             | |
| 武周     | 天授元年（690年）         | 武则天         | 隆道公           | |
| 唐朝     | 开元二十七年（739年）     | 唐玄宗         | 文宣王           | |
| 宋朝     | 大中祥符元年（1008年）    | 宋真宗         | 玄圣文宣王       | 玄圣出自《庄子·外篇·天道第十三》，“玄圣素王之道也” |
| 宋朝     | 大中祥符五年（1012年）    | 宋真宗         | 至圣文宣王       | 因避宋圣祖赵玄朗讳而改至圣，至圣出自《中庸》，“唯天下至圣，为能聪、明、睿知、足以有临也。” |
| 西夏     | 人慶三年（1146年）        | 西夏仁宗       | 文宣帝           | |
| 元朝     | 大德十一年（1307年）      | 元成宗         | 大成至圣文宣王   | 大成出自《孟子·万章下》，“孔子之谓集大成，集大成也者，金声而玉振之也。”“大成”本是古代秦乐的用语。古乐一变为一成，九变而乐终，至九成完毕，称为大成，后来引申称集中前人的主张、学说等形成的完整的体系。 |
| 明朝     | 嘉靖九年（1530年）        | 明世宗         | 至圣先师         | 张璁认为孔子称王名不正言不顺，明世宗依其意见，去王号及大成文宣之称。 |
| 清朝     | 顺治二年（1645年）        | 清世祖         | 大成至圣文宣先师 | 李若琳提请更改孔子神牌为“大成至圣文宣先师”，获准。 |
| 清朝     | 顺治十四年（1657年）      | 清世祖         | 至圣先师         | 张文光提请恢复明朝旧称“至圣先师”，获准。 |
| 中華民國 | 民国二十四年（1935年）    | 中華民國教育部 | 大成至圣先师     | |

### 现代文艺作品

#### 小说
- 1989年《孔子》日本作家井上靖之作。

#### 漫畫
- 《VTuber孔子》由台灣漫畫家Raiyu創作的漫畫。

#### 電影
- 1940年版《孔夫子》由唐槐秋飾演孔子。
- 1985年版《孔子》由曹見得飾演孔子。
- 2010年版《孔子》（又譯：孔子：決戰春秋）由周潤發飾演孔子。

#### 電視劇
- 1990年版《孔子》由王繪春飾演孔子。
- 1996年版《东周列国春秋篇》由王繪春飾演孔子。
- 2010年版《孔子春秋》由朱刚日尧飾演孔子。
- 2011年版《孔子》由赵文瑄飾演孔子。
- 2012年版《智勝鮮師》由曾國城飾演孔子。

#### 话劇
- 2021年《典籍里的中国》由王繪春飾演孔子。

#### 动画片
- 《孔子傳》（1995年）（台灣公視與日本NHK、韓國KBS三國共同合力製作）
- 《孔子》（2009年）

#### 邮票
- 1989年9月28日中华人民共和国发行了《J162M孔子诞生2540周年（小型张）》，纪念孔子诞辰

### 引用
1. ↑  . 新华网. 2018-09-28  [2019-01-09]. （原始内容存档于2021-02-08）.
2. ↑  . 新华网. 2017-04-12  [2019-01-09]. （原始内容存档于2021-01-07）.
3. ↑  至聖孔子、復聖顏回、亞聖孟子、宗聖曾子，統稱「儒家四聖」。
4. ↑  韓非《韓非子·顯學》：世之顯學，儒、墨也。儒之所至，孔丘也。墨之所至，墨翟也。自孔子之死也，有子張之儒，有子思之儒，有顏氏之儒，有孟氏之儒，有漆雕氏之儒，有仲良氏之儒，有孫氏之儒，有樂正氏之儒。自墨子之死也，有相里氏之墨，有相夫氏之墨，有鄧陵氏之墨。故孔、墨之後，儒分為八，墨離為三，取舍相反、不同，而皆自謂真孔、墨，孔、墨不可復生，將誰使定世之學乎？
5. ↑  西漢·司馬遷《史記·儒林列傳》：自孔子卒後，七十子之徒散游諸侯，大者為師傅卿相，小者友教士大夫，或隱而不見。故子路居衛，子張居陳，澹臺子羽居楚，子夏居西河，子貢終於齊。如田子方、段干木、吳起、禽滑釐之屬，皆受業於子夏之倫，為王者師。是時獨魏文侯好學。后陵遲以至于始皇，天下并爭於戰國，懦術既絀焉，然齊魯之閒，學者獨不廢也。於威、宣之際，孟子、荀卿之列，咸遵夫子之業而潤色之，以學顯於當世。
6. ↑  東漢·班固《漢書·藝文志》：儒家者流，蓋出於司徒之官，助人君順陰陽明教化者也。游文於六經之中，留意於仁義之際，祖述堯舜，憲章文武，宗師仲尼，以重其言，於道最為高。
7. ↑  衛琪《玉清無極總真文昌大洞仙經注》
8. ↑  司马迁《史记·孔子世家》：生而首上圩顶，故因名曰丘云。字仲尼，姓孔氏
9. ↑  《史记·孔子世家》
10. ↑  《阙里志·年谱》
11. ↑  梁涛，《孔子行年考》
12. ↑  《孔子家语·本姓解》:至十九，娶于宋之亓官氏，一岁而生伯鱼。
13. ↑  《史记·孔子世家》曰:“孔子生鲤，字伯鱼。伯鱼年五十，先孔子死。”
14. ↑  刘向，《新序》
15. ↑  《左传·昭公十七年》
16. ↑  《孔子家語》
17. ↑  齊魯兩國的文化較量──孔子知命之旅（2） （页面存档备份，存于）《史記》〈孔子世家〉：會齊侯夾谷，為壇位，土階三等，以會遇之禮相見，揖讓而登。獻酬之禮畢，齊有司趨而進曰：「請奏四方之樂。」景公曰：「諾。」於是旍旄羽袚矛戟劍撥鼓噪而至。孔子趨而進，歷階而登，不盡一等，舉袂而言曰：「吾兩君為好會，夷狄之樂何為於此！請命有司！」有司卻之，不去，則左右視晏子與景公。景公心怍，麾而去之。有頃，齊有司趨而進曰：「請奏宮中之樂。」景公曰：「諾。」優倡侏儒為戲而前。孔子趨而進，歷階而登，不盡一等，曰：「匹夫而營惑諸侯者罪當誅！請命有司！」有司加法焉，手足異處。景公懼而動，知義不若，歸而大恐，告其群臣曰：「魯以君子之道輔其君，而子獨以夷狄之道教寡人，使得罪於魯君，為之柰何？」有司進對曰：「君子有過則謝以質，小人有過則謝以文。君若悼之，則謝以質。」於是齊侯乃歸所侵魯之鄆、汶陽、龜陰之田以謝過。
18. ↑  鮑鵬山. . 香港中和出版公司. 2013: 6–7.
19. ↑  《朱子語類‧卷九十三》：「某嘗疑誅少正卯無此事，出於齊魯陋儒欲尊夫子之道，而造為之說。若果有之，則左氏記載當時人物甚詳，何故有一人如許勞攘，而略不及之？史傳間不足信事如此者甚多。」
20. ↑  《史記》衛靈公問孔子：「居魯得祿幾何？」對曰：「奉粟六萬。」衛人亦致粟六萬。
21. ↑  《史記》孔子矢之曰：「予所不者，天厭之！天厭之！」
22. ↑  《史記》孔子曰：「吾未見好德如好色者也。」
23. ↑  《史记·孔子世家》曰:“孔子生鲤，字伯鱼。伯鱼年五十，先孔子死。”《孔子文化大典》附“孔子生平系年”
24. ↑  見《論語·述而篇》
25. ↑  馮友蘭：《中國哲學史新編．第三冊》（北京：人民出版社，1985），頁204。
26. ↑  《皇极经世书·观物内篇之六》
27. ↑  钱穆《孔子传·序言》第1页，三联书店2002年版。
28. ↑  《尊孔是中国“人”的“自毁”》/黎鸣
29. ↑  孔令朋《孔裔谈孔》，中国文史出版社，1998年9月1日，ISBN 978-7-5034-0938-7
30. ↑  孔子"走進"天安門廣場 創作者透露僅鑄造用銅就達17噸 （页面存档备份，存于）孔子像樹立，是中華文化復興的開始 （页面存档备份，存于）
31. ↑  .   [2011-01-18]. （原始内容存档于2011-01-28）.
32. ↑  .   [2011-04-18]. （原始内容存档于2011-02-21）.
33. ↑  .   [2011-04-18]. （原始内容存档于2011-02-19）.
34. ↑  立孔子像是为了彻底与毛泽东决裂 （页面存档备份，存于）天安门广场立孔子像，讽刺共产党建党90周年 （页面存档备份，存于）
35. ↑  干春松; 张晓芒.  2. 中国友谊出版公司. 2017-10-01: 43  [2022-12-07]. ISBN 978-7-5057-4155-3. （原始内容存档于2022-12-07） （中文）.
36. ↑  澹臺滅明，武城人，字子羽，少孔子四十九歲，有君子之姿．孔子嘗以容貌望其才，其才不充孔子之望．然其為人，公正無私，以取與去就，以諾為名，仕魯為大夫也。
37. ↑  柳詒徵：《中國文化史》
38. ↑  世界文化遗产——孔府 孔庙 孔林 （页面存档备份，存于）新华网
39. ↑  集解王肃曰：“父，丈夫之显称也”
40. ↑  如淳解释说：“为帝师，教令成就，故曰褒成君。”
41. ↑  《史记·孔子世家》亦引用，“自天子王侯，中国言六艺者折中于夫子，可谓至圣矣！”
42. ↑  .   [2010-01-11]. （原始内容存档于2020-09-27）.
43. ↑  《清世祖实录》卷十三 顺治二年正月二十三日：“國子監祭酒李若琳奏請更孔子神牌為大成至聖文宣先師孔子，報可。”
44. ↑  《清世祖实录》卷一百七 顺治十四年二月十六日：“吏科都給事中張文光奏言，聖至孔子，贊美難以形容。考之古典，魯哀公誄文曰尼父，未嘗加一字之褒。漢平帝元始元年，始加諡曰宣尼父。後魏太和十六年，乃改諡文聖尼父。唐太宗貞觀十一年，尊為宣聖尼父。明皇開元二十一年，始進諡文宣王。元武宗至大元年，加諡大成至聖文宣王。明初因之。嘉靖九年，尊改為至聖先師孔子神位。以孔子生不為王，歿而王之，於理未妥。且以文宣之號，未足以盡孔子。曰至聖，則無所不該。曰先師，則名正而實稱。不可易矣。我朝順治二年，祭酒李若琳不加考訂，請易至聖先師孔子神位為大成至聖文宣先師孔子。不過仍元武宗之舊諡，而獨不稱王耳。臣謂追王固屬誣聖，即加大成文宣四字，亦豈足以盡孔子哉。唐臣柳宗元有言，贊孔子之聖譬如頌天地之大，諛日月之明，非愚則惑。今皇上事事稽古，議禮制度考文務求至當。宜仍改主為至聖先師孔子神位，庶質之先聖而無疑，傳之萬世而永遵矣。下所司議。”
45. ↑  《清世祖实录》卷一百八 顺治十四年三月十三日：“丙辰，復至聖先師孔子神位舊稱，從科臣張文光請也。”

### 書目
1. 中國文化基本教材類編本第一至三冊 何寄澎教授主編 龍騰文化
2. 新譯四書讀本 謝冰瑩等人編譯 三民書局印行
3. 中國文學史演義第一冊 錢念孫教授著 正中書局

## 延伸閱讀
[在维基数据编辑]
 在维基文库阅读此作者作品（ 在维基共享资源阅览影像、分类）
 《史記/卷047》，出自司馬遷《史記》
 《史記/卷067》，出自司馬遷《史記》
- 黃俊傑：〈孔子心學中潛藏的問題及其詮釋之發展：以「吾道一以貫之」的詮釋為中心〉 （页面存档备份，存于）〉。
- 黃勇：〈“好德如好色”：孔子对当代美德伦理学的贡献 （页面存档备份，存于）〉。
- 黃勇：〈为什么不该转过你的左脸：孔子论如何对待作恶者 （页面存档备份，存于）〉。
- 劉述先：〈論孔子思想中隱含的「天人合一」一貫之道——一個當代新儒學的闡釋 （页面存档备份，存于）〉。
- 柯馬丁：〈孔子：漢代作者 （页面存档备份，存于）〉。
- 二階堂善弘：〈關於民間寺廟祭孔的狀況——以閩台地區為主〉。